# Hans Ramsvärd
Hans Andersson, adlad Ramsvärd, död natten till den 9 april 1688 i Uppsala, var en svensk militär.

## Biografi
Ramsvärd hölls tidigt till studier och var bestämd att gå den lärda vägen, men måste avbryta studierna vid faderns död. Han var page hos riksrådet, greve Fredrik Stenbock i sex år, sedan hovjunkare hos fältmarskalken, greve Arvid Wittenberg i två år. Ramsvärd adlades 1647 jämte sina syskon för faderns förtjänster och introducerades 1649 under nummer 402. Han var soldat vid greve Hans Christoph von Königsmarcks livkompani i Bremen, kornett vid David Sinclairs regemente 1655, löjtnant vid Robert Douglas regemente 1656, kaptenlöjtnant där 1657 och ryttmästare 1658. Vid regementets upplösning efter freden i Oliva 1660 var Ramsvärd tjänstlös. Han blev reformerad ryttmästare vid Upplands ryttare 1661, ryttmästare vid Smålands kavalleriregemente 1662, major där 1674, generaladjutant av kavalleriet 1675, adjutant hos kungen samma år, överste för ett nyuppsatt regemente (sedermera Södra skånska kavalleriregementet) 1676  och överste för Livregementet till häst 1680. Ramsvärd bevistade polska kriget, blev sårad vid Thorns belägring och fången, men friköpte sig själv. Han bevistade kriget i Tyskland 1675 samt kriget i Skåne 1676–1679. Ramsvärd skrev sig till Mossebo och Rostorp, båda i Pelarne socken i Kalmar län samt Söderö i Kättilstads socken i Östergötlands län. Han blev efter sin död i kung Karls och riksänkedrottning Hedvig Eleonoras närvaro jordfäst i Uppsala domkyrka samt sedan nedsatt i egen grav i Pelarne socken, där hans vapen uppsattes.

### Familj
Hans Ramsvärd var son till löjtnanten Anders Hansson vid Smålands ryttare och Anna Andersdotter (Hjort).
Han var gift med Catharina Elisabet von Schaar, dotter till kommendanten Gerhard von Schaar och Elisabet Silfversparre. De fick tillsammans barnen Elisabet Ramsvärd (död 1733) som var gift med överstelöjtnanten Erik Silfversparre, generallöjtnanten Anders Ramsvärd (1665–1697) och en dotter (död före 1697) som var gift med kaptenen Johan Bordon.